# 伊太祁曽神社

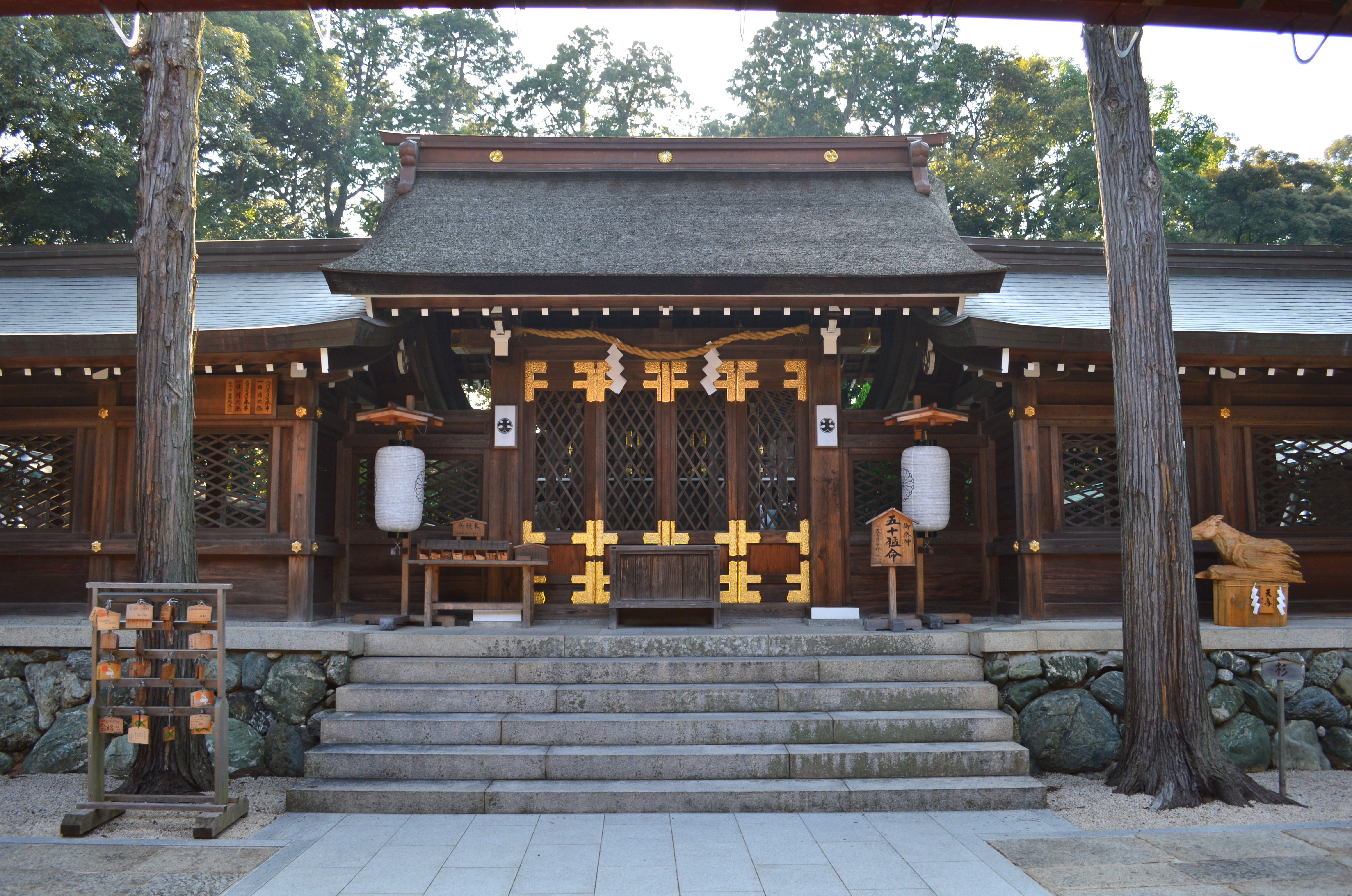
拝所

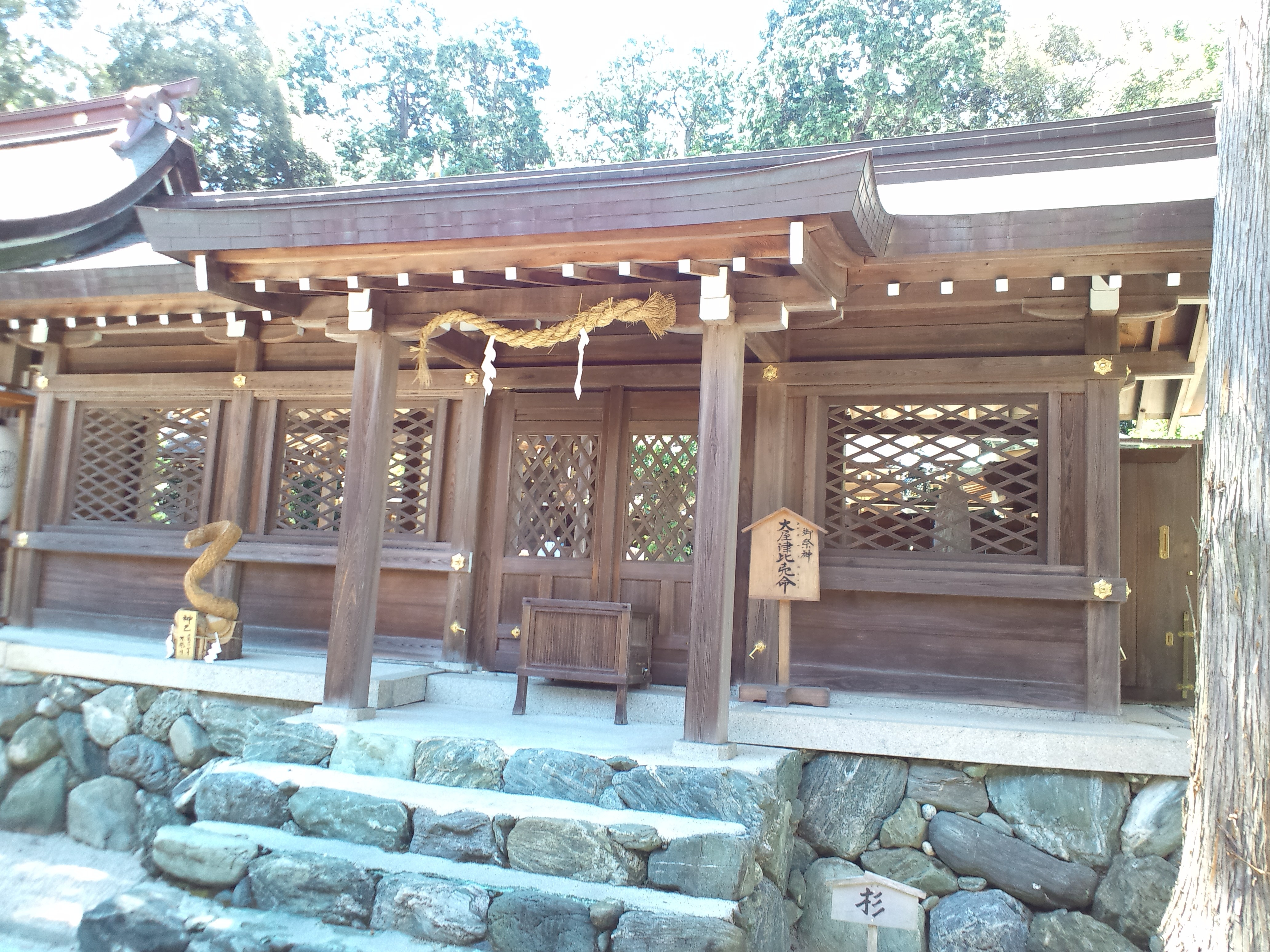
左脇宮 大屋都比賣命

伊太祁󠄀曽神社（いたきそじんじゃ）は、和歌山県和歌山市伊太祈曽にある神社。旧称は山東宮。式内社（名神大社）、紀伊国一宮。旧社格は官幣中社で、現在は神社本庁の別表神社。
和歌山市内にある日前神宮・國懸神宮と竈山神社、伊太祁󠄀曽神社に参詣することを「三社参り」という。

## 祭神
- 主祭神 - 五十猛命 （いたけるのみこと）。別名は大屋毘古神。
- 配神・

左脇殿 - 大屋都比賣命 （おおやつひめのみこと。五十猛命の妹神）
右脇殿 - 都麻津比賣命 （つまつひめのみこと。五十猛命の妹神）
上の3柱はいずれもスサノオの子であり、木の神として信仰される神である。

## 歴史
御鎮座の時期については明らかでないが、『続日本紀』の文武天皇大宝2年（702年）の記事が初見になる。古くは現在の日前宮（日前神宮・國懸神宮）の地に祀られていたが、垂仁天皇16年に日前神・国懸神が同所で祀られることになったので、その地を明け渡したと社伝に伝える。その際、現在地の近くの「亥の杜」に遷座し、和銅6年（713年）に現在地に遷座したと伝えられる。
日本書紀によると、高天原を追われた素戔嗚尊とその子五十猛神は、共に新羅に降り立つがその地を気に入ることはなく、船で出雲国に移動した。そして素戔嗚尊は高天原から持ってきていた木の種を五十猛神に渡して日本中にその種を蒔くように命じた。五十猛神は妹である大屋津姫命・都麻津姫命と共に九州から順番に日本中に種を蒔き始めて国中を青山にし、最後に木の国（紀伊国）に降り立った。このことから五十猛神は有功神（いさおしのかみ＝大変に功績のあった神様）とも呼ばれ、紀伊国に祀られることとなった。
『延喜式神名帳』では名神大社に列し、紀伊国一宮とされる。
中世には新義真言宗の根来寺と深い関係を築いていた。そのため、神宮寺として境内南側に新義真言宗の興徳院がある他、奥宮である丹生神社の隣には根来寺の覚鑁が伊太祁󠄀曽神社の奥之院として傳法院を建立した。現在、興徳院は廃寺となっている。
1885年（明治18年）には国幣中社に、1918年（大正7年）に官幣中社に列格した。この際に内閣が作成した文書「國幣中社伊太祁曽神社ヲ官幣中社ニ列格セラル」には、

国幣中社伊太祁󠄀曾神社は大屋毘古命を祀る命は妹大屋津姫命抓津姫命とともに木種を紀伊国に分布し給ひ、実に本国経営の祖神にましませり。初め此の三神は一所に奉祀せられしが、大寶二年三所に分遷せられ、大屋毘古命今日の社地に鎭りぬ。是れ即ち本社の起源なり。本社の由緒を案するに大同元年の牒五十四煙の神封に加へて十二戸を充てられ、嘉祥三年從五位下に叙し、紀貞守を使として之を奉告せしめられ、貞觀元年從四位下に、元慶七年從四位上に進み、延喜の制名神大社に列して、祈年月次相嘗新嘗の官幣に預れり。上述の事歴を通考するに、本社は官幣中社に列せらるるを至当なりと認む。仍て官幣中社に列格被為仰出度、右謹て奏す。

とある。
1948年（昭和23年）に神社本庁の別表神社に加列されている。

## 境内
- 本殿
- 左脇殿
- 右脇殿
- 拝所
- 拝殿（割拝殿）
- 社務所
- 磐座
- 伊太祁曽神社古墳群 - ときわ山にある。
  - 伊太祁曽神社1号墳（和歌山市指定史跡）

## 摂末社
- 境内社
  - 蛭子社
  - 氣生社
  - 祇園神社
  - 御井社
  - 櫛磐間戸神社
- 境外社

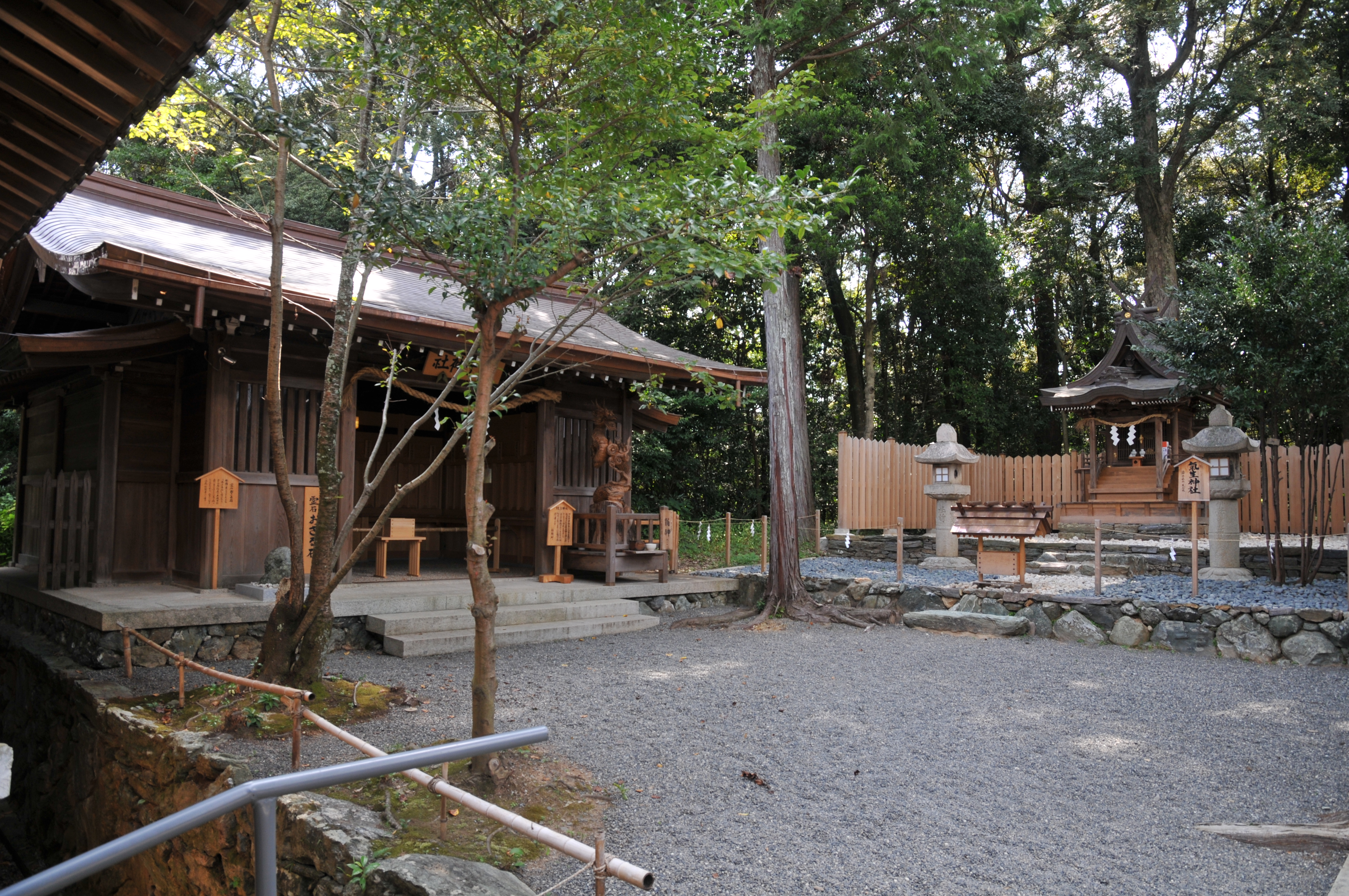
蛭子社（左）、氣生社（右）

  - 三生神社（亥の森） - 当社の旧社地。境内から南東500mに鎮座。
  - 丹生神社

## 主な祭事

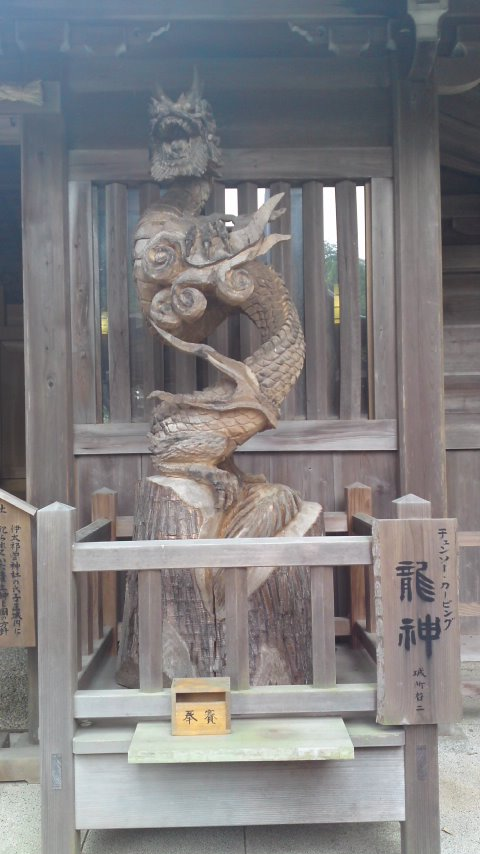
木祭りの際に奉納されたチェンソーアート。

### 卯杖祭
卯杖祭（うづえさい）は古くは宮中でも行われていた祭祀で、卯杖という杖で土中の邪気を祓ったという。当神社の卯杖祭は、この卯杖の儀に小正月の小豆粥による厄除け信仰と、作物の豊凶をみる粥占いの3つが融合している。占いの神事は1月14日夕刻に行われ、取り出された竹筒は一晩神前に奉奠される。15日早朝に筒を開き入っている粥の量で豊凶を占う。15日は午前10時より祭典が行われ神楽舞が奏される。同日は厄除け祈願の参拝者、また粥占の結果が記された「お管の写し」を求める参詣者で賑わう。この日振舞われる小豆粥を頂くと1年間無病息災であるといわれている。

### 木祭り
4月第1日曜日に行われる祭典で、日頃の木々の恩恵に感謝する祭典。古くは家屋や船など全て木でつくられており、日常生活に木製品は切っても切ることができないものであった。この日は全国の木材関係者をはじめ、多くの崇敬者で境内は賑わうという。

### 茅輪祭
茅輪祭（わくぐり）は、半年に1度行われる大祓の祭事。6月晦日に行われる大祓は「水無月祓い」とも呼ばれ、茅萱（ちがや）で編んだ輪をくぐることで罪・穢が祓われるといわれる。当神社の茅輪祭は7月30日夕刻にくぐり初め神事が行われる宵宮に始まり、翌31日午前中に本殿祭が行われる。また30・31日は夕刻より各種奉納行事があり賑わう。

### 例祭
10月15日に行われる、稲の収穫を祝う祭典。本殿の神事の後、3基の神輿が4km北方の奥宮まで往復する。また子供神輿や稚児行列も行われる。

## 文化財

### 和歌山市指定史跡
- 伊太祁曽神社1号墳

## 現地情報
所在地
- 和歌山県和歌山市伊太祈曽558

交通アクセス
- 最寄駅：和歌山電鐵貴志川線 伊太祈曽駅 （徒歩5分）

日前宮（にちぜんぐう）と竈山神社（かまやまじんじゃ）と当神社を詣でることを「三社参り」と言い、貴志川線はこの三社の参拝者を運ぶことが目的の一つであった。貴志川線の開業当初の終点は伊太祁曽駅（当時は山東駅）であった。「貴志川線の未来をつくる会」の事務局は当社社務所内に置かれており、境内でつくる会のイベント（貴志川線祭り）が開かれたこともある。

## 関連図書
- 安津素彦・梅田義彦編集兼監修者『神道辞典』神社新報社、1968年、10頁
- 白井永二・土岐昌訓編集『神社辞典』東京堂出版、1979年、38頁